# Différence de gaussiennes
La différence de gaussiennes désigne, dans le domaine de la vision par ordinateur, le traitement appliqué à une image en niveaux de gris et consistant en la soustraction d'une version floutée de l'image d'origine à une autre version moins floutée de cette même image. Les images floutées sont obtenues par la convolution de l'image originale en niveaux de gris avec des noyaux gaussiens de variances très proches. Le floutage d'une image par application d'un noyau de flou gaussien supprime les hautes fréquences spatiales. La soustraction d'une image de l'autre préserve l'information spatiale située entre les deux plages de fréquences préservées dans les deux images floutées. Ainsi, la différence de gaussien est comparable à un filtre passe-bande qui élimine toutes les fréquences spatiales sauf celles situées dans un spectre bien défini.

## Définition mathématique

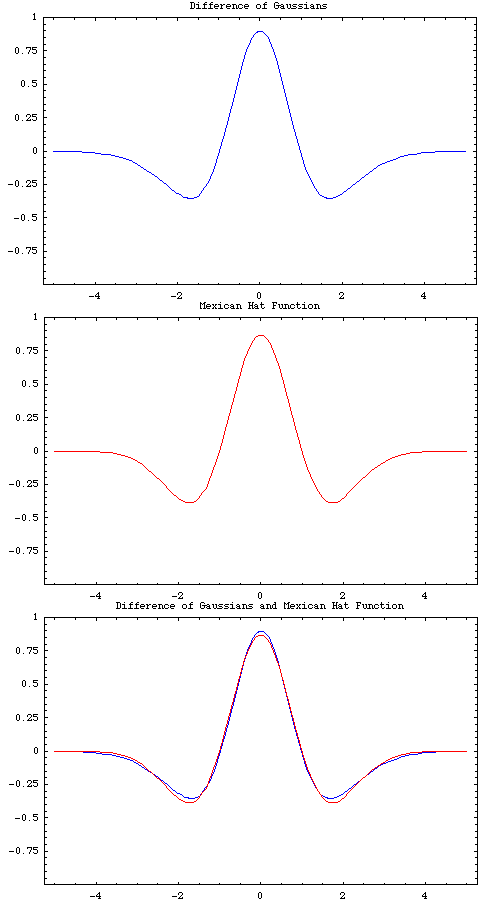
Comparaison aux ondelettes de Morlet (chapeau mexicain).

La différence de gaussiennes est une ondelette mère de somme totale nulle qui approche l'ondelette chapeau mexicain en soustrayant une gaussienne large d'une gaussienne étroite, comme défini dans cette formule dans le cas d'une dimension :
{\displaystyle f(x;\mu ,\sigma _{1},\sigma _{2})={\frac {1}{\sigma _{1}{\sqrt {2\pi }}}}\,\exp \left(-{\frac {(x-\mu )^{2}}{2\sigma _{1}^{2}}}\right)-{\frac {1}{\sigma _{2}{\sqrt {2\pi }}}}\,\exp \left(-{\frac {(x-\mu )^{2}}{2\sigma _{2}^{2}}}\right)}
et dans le cas bi-dimensionnel centré (flou gaussien) :
{\displaystyle f(u,v,\sigma )={\frac {1}{2\pi \sigma ^{2}}}\exp ^{-(u^{2}+v^{2})/(2\sigma ^{2})}-{\frac {1}{2\pi K^{2}\sigma ^{2}}}\exp ^{-(u^{2}+v^{2})/(2K^{2}\sigma ^{2})}}
avec {\displaystyle K} un paramètre liant les variances des deux fonctions gaussiennes.

## Détails et applications

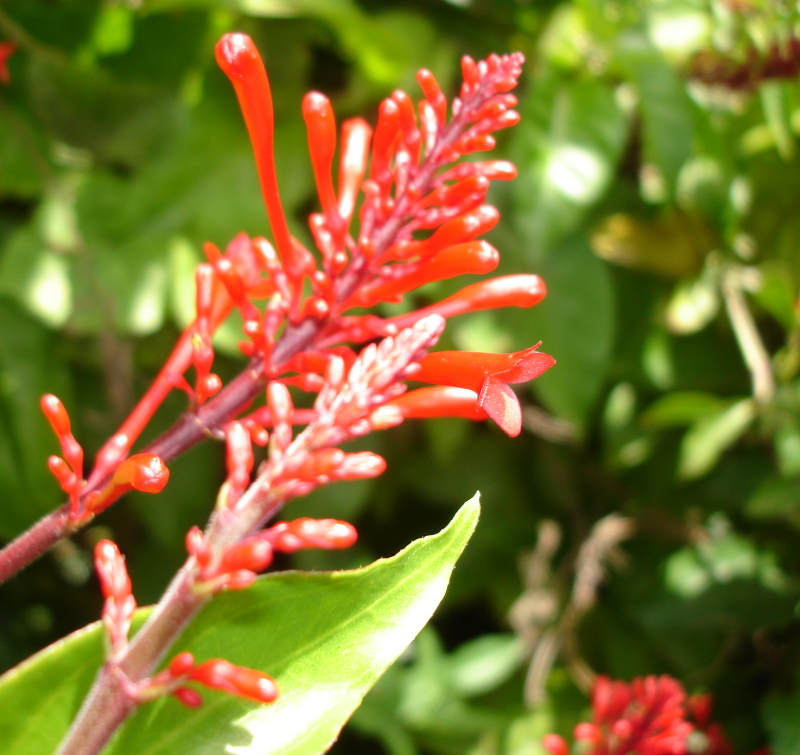
Image avant l'application de la différence de gaussiennes.

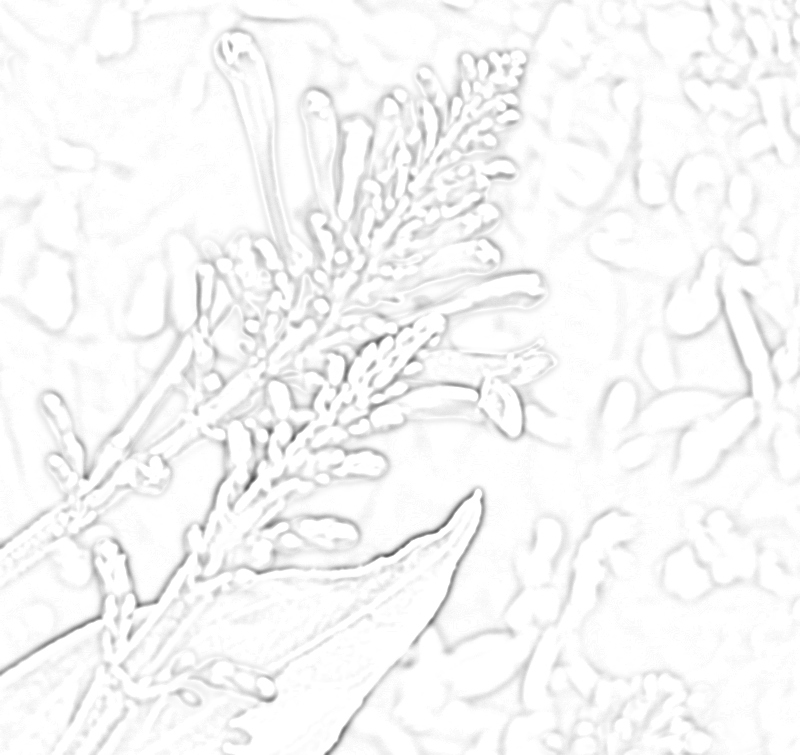
Résultat de l'application de la différence de gaussiennes à l'image en niveaux de gris.

En tant qu'algorithme d'amélioration d'image, la différence de gaussiennes peut être utilisée pour augmenter la visibilité des contours ou autres détails présents sur l'image traitée. Une large gamme de filtres de renforcement de contours alternatifs fonctionnent en rehaussant les détails de hautes fréquences, mais le bruit aléatoire ayant aussi une haute fréquence spatiale, beaucoup de ces filtres de renforcement provoquent la hausse du bruit, ce qui constitue un artefact indésirable. L'algorithme de différence de gaussiennes élimine les détails de haute fréquence, qui contiennent toujours du bruit, ce qui fait de cette approche une des plus adaptées pour le traitement d'images assez bruitées. Un inconvénient notable de cet algorithme est la réduction inhérente du contraste global de l'image traitée.

## Informations supplémentaires
Dans son opération, l'algorithme des différences de gaussiennes est supposé copier le traitement neural dans la rétine de l'oeil extrait les détails à partir d'images destinées à la transmission au cerveau,,.